# サンタ・マリア・ド・オリヴァル教会

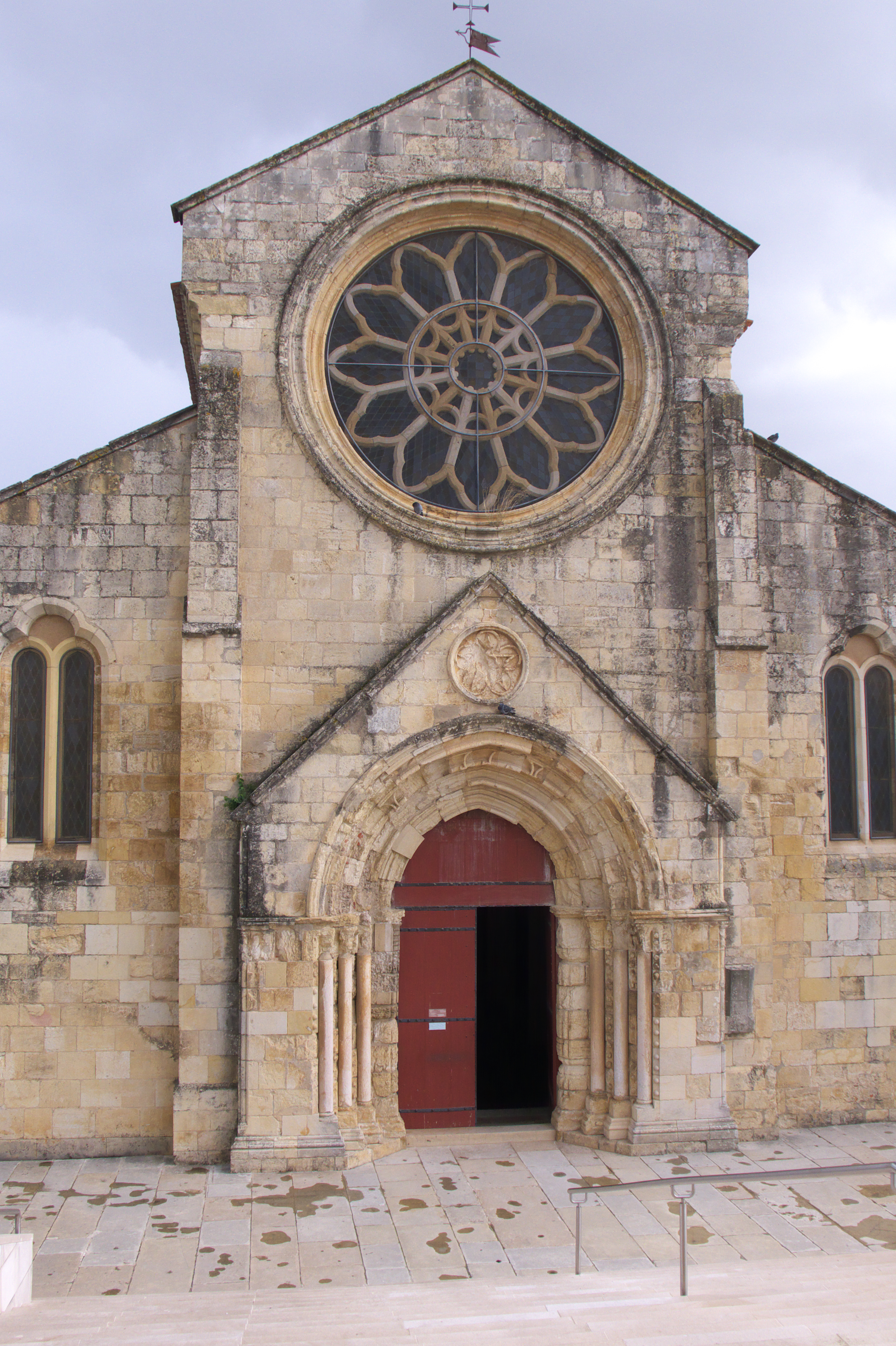
サンタ・マリア・ド・オリヴァル教会

サンタ・マリア・ド・オリヴァル教会 （Igreja de Santa Maria do Olival）は、ポルトガル・トマールにある教会。 
教会は12世紀に、ポルトガルのテンプラリオ騎士団（テンプル騎士団）総長グアルディン・パイスによって建てられた。トマールのテンプラリオ騎士団の墓地として使用され、のち14世紀にテンプラリオの跡を継承したキリスト騎士団の所有となった。グアルディン・パイスはこの教会に埋葬され、彼の墓の平板は1195年からゴシック様式の碑文を持ち、原型のまま中に保存されている。現在の建物は、ほとんどが13世紀に初期ゴシック様式で再建されたものばかりである。メイン・ファサードは美しいバラ窓があり、いくつものアーチヴォルドのある簡素な出入り口がある。側には他の建物から独立して鐘塔が立つ。内装は非常に簡素である。教会の三つの回廊は木製の天井に覆われ、アーチの円柱はキャピタル様式がまるでない。アプスの主礼拝堂はゴシック様式の畝模様のあるヴォールトで覆われている。回廊東壁の小さなバラ窓にあるトラセリーは、五角星形のかたちをしている。
16世紀に教会は修繕され、いくつかの礼拝堂が南側に付け加えられた。有名なのは、主祭壇にある多彩色の聖母子像（16世紀初頭）、主礼拝堂の壁にある1525年からの秀逸なルネサンス期作品、ディオゴ・ピニェイロ（初代フンシャル司教）の墓碑像である。